# Mary McAleese
Mary Patricia McAleese (írül: Máire Pádraigín Mhic Ghiolla Íosa) (Belfast, 1951. június 27. –) ír aktivista, ügyvéd, akadémikus, író, reformer politikus, Írország nyolcadik elnöke volt 1997 novembere és 2011 között. Elsőként 1997-ben választották elnökké, Fianna Fáil nevezte ki. Mary Robinsont követte a pozícióban, így lett ő a második női ír elnök, illetve az első nő, aki egy másik nőt követett az elnöki pozícióban. 2004-ben újra jelöltette magát, és könnyedén újraválasztották. McAleese az első ír elnök, aki észak-ír és ulsteri származású is volt.
McAleese a Belfasti Queen's Universityn szerzett jogi diplomát. 1975-ben a Dublini Trinity College büntetőjog, kriminológia és penológia professzorává nevezték ki, majd 1987-ben visszatért alma materébe, a Queen's-be, hogy a Professional Legal Studies Intézet igazgatója legyen. 1994-ben ő lett a Queen's University első női rektorhelyettese. Dolgozott ügyvédként és újságíróként a Raidió Teilifís Éireann-nél. A cambridge-i St Edmund's College tiszteletbeli tagja. Katolikus kánonjogból is doktorált.
McAleese arra fordította hivatali idejét, hogy az igazságosság, a társadalmi egyenlőség, a társadalmi befogadás, az antiszektarianizmus és a megbékélés kérdéseivel foglalkozzon. Elnökségének témáját "Hidak építése"-ként írta le. Ez a hídépítés abban nyilvánult meg, hogy megpróbálta elérni az észak-ír unionista közösséget. E lépések között szerepelt július tizenkettedikének megünneplése Áras an Uachtaráinban, valamint úrvacsoraadás a dublini Ír Egyház székesegyházában, ami miatt néhány ír katolikus hierarchia bírálta. Noha katolikus, McAleese liberális nézeteket vall a homoszexualitásról és a női papokról. Tagja a Női Világvezetők Tanácsának, és a Forbes a világ 64. legbefolyásosabb nőjének tartotta. Néhány kisebb ellentmondás ellenére McAleese népszerű maradt, és elnöksége sikeresnek tekinthető.
Mary Patricia Leneghan írül: Máire Pádraigín Ní Lionnacháin, Ardoyne-ban született, Belfast északi részén, Paddy Leneghannek Croghanból, Roscommon megyéből és Claire McManusnak Antrim megyéből. Katolikus, de nagyrészt protestáns környéken nőtt fel. A hűségesek arra kényszerítették a családját, hogy hagyja el a területet, amikor Az észak írországi konfliktus kitört. Tanulmányait a St Dominic's High School- ban végezte, amely egy kizárólag lányokból álló katolikus gimnázium Belfastban. Jogot tanult a Queen's University Belfast- ban, majd 1973-ban szerzett jogi diplomát (LLB Hons). 1974-ben behívták az észak-ír ügyvédi kamarába, később pedig az ír ügyvédi kamarába.
1976-ban feleségül ment Martin McAleese könyvelő és fogorvoshoz. Ő többször segítette feleségét elnöksége alatt néhány kezdeményezésében. Három gyermekük van: 1982-ben született Emma, aki mérnökként végzett a University College Dublin- on, és fogorvosi diplomát szerzett a Dublini Trinity College-ban; és 1985-ben született ikrek, Justin, a Dublini Egyetemen szerzett mesterfokozatot szerzett könyvelő és SaraMai, aki az Oxfordi Egyetemen szerzett mesterfokozatot biokémiából. A 2015-ös házassági egyenlőségről szóló népszavazás előtt Justin nyilvánosan beszélt arról, milyen felnőni melegként.
Minden évben a klarisszáknál tölt egy kis időt.

## Fordítás
- Ez a szócikk részben vagy egészben  a   Mary McAleese című angol Wikipédia-szócikk ezen változatának fordításán alapul.  Az eredeti cikk szerkesztőit annak laptörténete sorolja fel. Ez a jelzés csupán a megfogalmazás eredetét és a szerzői jogokat jelzi, nem szolgál a cikkben szereplő információk forrásmegjelöléseként.